# NGC 7659
NGC 7659 este o galaxie situată în constelația Pegas. A fost descoperită în 16 octombrie 1784 de către William Herschel. Se află la o distanță de 54,1 de megaparseci de Pământ.